# 西ヨーロッパ・その他グループ

WEOGの加盟国とオブザーバー国家

西ヨーロッパ及びその他の諸国グループ（にしヨーロッパおよびそのたのしょこくグループ、英語: Group of Western European and Other States）、通称西ヨーロッパ・その他グループ（英語: Western European and Other States Group、WEOG）は、国際連合における地域グループの一つであり、28か国からなる。加盟国は主に西ヨーロッパに所在し、その他、オセアニア、北アメリカ、西アジアにも所在する。
このグループは、他の地域グループと同様、地域的・国際的な問題に関するテーマを議論する、拘束力のない対話グループである。また、この地域の候補者を指名することで、国連機関の議席配分を支援している
他の地域グループとは異なり、WEOGは地理的な関係に依存しない唯一のグループである。西ヨーロッパ以外に所在する加盟国は、地理的には西ヨーロッパに近くはないが、文化的・政治的に西ヨーロッパ諸国に近く、特にカナダ、オーストラリア、ニュージーランドはイギリス連邦に属する国である。

## 構成

### 加盟国
西ヨーロッパ・その他グループの加盟国は以下の通りである。
- 西ヨーロッパ
  -  アンドラ
  -  オーストリア
  -  ベルギー
  -  デンマーク
  -  フィンランド
  -  フランス[注釈 1]
  -  ドイツ[注釈 2]
  -  ギリシャ
  -  アイスランド
  -  アイルランド
  -  イタリア
  -  リヒテンシュタイン
  -  ルクセンブルク
  -  マルタ
  -  モナコ
  -  オランダ
  -  ノルウェー
  -  ポルトガル
  -  サンマリノ
  -  スペイン
  -  スウェーデン
  -  スイス
  -  グレートブリテン及び北部アイルランド連合王国[注釈 1]

- オセアニア
  -  オーストラリア
  -  ニュージーランド
- 北アメリカ
  -  カナダ
- 西アジア
  -  イスラエル[注釈 3]
  -  トルコ

### オブザーバー国家
- アメリカ合衆国[注釈 1]
  - アメリカ合衆国は自主的にどのグループにも属さないことを選択し、WEOGの会合にのみオブザーバーの資格で出席している。国連総会で選挙の候補者を立てる際にはWEOGのメンバーとみなされる[6]。

### イスラエル
イスラエルは地理的にはアジアに位置しているにもかかわらず、アラブ諸国からアジア太平洋グループへの参加を阻まれてきた。1960年代初頭に地域グループが設立されて以来、イスラエルは国連において政治的・専門的な協議に参加することができなかった。また、どの地域グループにも属していなかったため、国連機関で代表者を選出することもできなかった。
2000年5月、イスラエルはWEOGの臨時メンバーとなった。これにより、国連総会において様々な機関の選挙の候補者を出すことができるようになったが、依然としてジュネーブ、ナイロビ、ローマ、ウィーンの国連事務所での活動に参加することはできなかった。
2004年4月30日、アメリカ合衆国下院はイスラエルをWEOGに完全に含めることを求める決議を可決し、アメリカ政府に対し、西ヨーロッパ・その他のグループにおけるイスラエルの会員資格の延長と昇格を確実にするよう勧告した。2004年5月、ニューヨークの国連本部でイスラエルがWEOGの正式な加盟国となった。ただし、イスラエルが最終的に国連ジュネーブ事務所でのWOEGの活動への参加が認められたのは2013年11月であり、2014年1月1日より発効した。

### 加盟国数の変化のタイムライン
時代が大きく変化していく中で、西ヨーロッパ・その他グループの加盟国数は変化していった。
| 年        | 加盟国数 | 出来事 |
| --------- | -------- | --- |
| 1961–1964 | 20       | オーストラリア、オーストリア、ベルギー、カナダ、デンマーク、フィンランド、ギリシャ、アイスランド、イタリア、ルクセンブルク、オランダ、ニュージーランド、ノルウェー、ポルトガル、スペイン、スウェーデン、トルコ、イギリス、アメリカ合衆国（オブザーバー）がWEOGに加盟 |
| 1964–1973 | 21       | マルタが国連に加盟 |
| 1973–1990 | 22       | 西ドイツが国連に加盟 |
| 1990      | 23       | ドイツ再統一により西ドイツと東ドイツが合一してドイツになる。リヒテンシュタインが国連に加盟 |
| 1992      | 24       | サンマリノが国連に加盟 |
| 1993–2000 | 26       | モナコとアンドラが国連に加盟 |
| 2000–2002 | 27       | イスラエルがWEOGに加盟 |
| 2002–     | 28       | スイスが国連に加盟 |

## 改善の提案
ナウル代表部のヴィンチ・ニエル・クロデュマルは、第55回総会の一般討論演説の中で、オーストラリアとニュージーランドのほか、ASEAN加盟国、日本、大韓民国、太平洋島嶼国を含んだ新たなオセアニア地域グループの創設を提唱した。クロデュマルは演説の中で、「太平洋島嶼国11か国はアジアのグループの中に溺れており、オーストラリアとニュージーランドは……西欧諸国などのグループに取り残されている」と述べた。

## 代表

### 安全保障理事会
西ヨーロッパ・その他グループは、安全保障理事会に非常任2議席、常任3議席（イギリス、フランス、アメリカ）を保有している。西ヨーロッパ・その他グループの現在の安保理理事国は以下の通りである。
| 国                                           | 任期                          |
| -------------------------------------------- | ----------------------------- |
| フランス                                     | （常任）                      |
| アメリカ合衆国                               | （常任）                      |
| グレートブリテン及び北部アイルランド連合王国 | （常任）                      |
| マルタ                                       | 2023年1月1日 – 2024年12月31日 |
| スイス                                       | 2023年1月1日 – 2024年12月31日 |

### 経済社会理事会
西ヨーロッパ・その他グループは、経済社会理事会に13の議席を保有している。西ヨーロッパ・その他グループの現在の経社理理事国は以下の通りである。
| 国                 | 任期                          |
| ------------------ | ----------------------------- |
| ベルギー           | 2022年1月1日 – 2024年12月31日 |
| カナダ             | 2022年1月1日 – 2024年12月31日 |
| イタリア           | 2022年1月1日 – 2024年12月31日 |
| アメリカ           | 2022年1月1日 – 2024年12月31日 |
| デンマーク         | 2023年1月1日 – 2025年12月31日 |
| ニュージーランド   | 2023年1月1日 – 2025年12月31日 |
| スウェーデン       | 2023年1月1日 – 2025年12月31日 |
| トルコ             | 2023年1月1日 – 2025年12月31日 |
| フランス           | 2024年1月1日 – 2026年12月31日 |
| ドイツ             | 2024年1月1日 – 2026年12月31日 |
| リヒテンシュタイン | 2024年1月1日 – 2026年12月31日 |
| スペイン           | 2024年1月1日 – 2026年12月31日 |
| イギリス           | 2024年1月1日 – 2026年12月31日 |

### 人権理事会
西ヨーロッパ・その他グループは、人権理事会に7の議席を保有している。西ヨーロッパ・その他グループの現在の人権理事会理事国は以下の通りである。
| 国             | 任期                          |
| -------------- | ----------------------------- |
| フィンランド   | 2022年1月1日 – 2024年12月31日 |
| ルクセンブルク | 2022年1月1日 – 2024年12月31日 |
| アメリカ合衆国 | 2022年1月1日 – 2024年12月31日 |
| ベルギー       | 2023年1月1日 – 2025年12月31日 |
| ドイツ         | 2023年1月1日 – 2025年12月31日 |
| フランス       | 2024年1月1日 – 2026年12月31日 |
| オランダ       | 2024年1月1日 – 2026年12月31日 |

### 総会議長
5年に1度、西暦の下一桁が0か5の年には、国連総会議長は西ヨーロッパ・その他グループから選出される。
西ヨーロッパ・その他グループが発足した1964年以降の、西ヨーロッパ・その他グループから選出された総会議長は以下の通りである。
| 選出年 | 会期 | 氏名                               | 出身国           | 備考                                                               |
| ------ | ---- | ---------------------------------- | ---------------- | ------------------------------------------------------------------ |
| 1965   | 20   | アミントレ・ファンファーニ         | イタリア         |                                                                    |
| 1970   | 25   | エドバード・ハンブロ               | ノルウェー       |                                                                    |
| 1975   | 30   | ガストン・トルン                   | ルクセンブルク   |                                                                    |
| 1980   | 35   | ラジガー・ヴォン・ウェクマー       | ドイツ連邦共和国 | 第8回緊急特別総会の議長も務める。                                  |
| 1985   | 40   | ジェイム・デ・パニエス             | スペイン         | 第13回特別総会の議長も務める。                                     |
| 1990   | 45   | グイド・デ・マルコ                 | マルタ           |                                                                    |
| 1995   | 50   | ディオゴ・フレイタス・ド・アマラル | ポルトガル       |                                                                    |
| 2000   | 55   | ハッリ・ホルケリ                   | フィンランド     | 第10回緊急特別総会、第25回特別総会、第26回特別総会の議長も務める。 |
| 2005   | 60   | ヤン・エリアソン                   | スウェーデン     |                                                                    |
| 2010   | 65   | ジョゼフ・ダイス                   | スイス           |                                                                    |
| 2015   | 70   | モーエンス・リュッケトフト         | デンマーク       |                                                                    |
| 2020   | 75   | ヴォルカン・ボズクル               | トルコ           |                                                                    |
| 予定   |      |                                    |                  |                                                                    |
| 2025   | 75   | TBD                                | TBD              |                                                                    |
| 2030   | 80   | TBD                                | TBD              |                                                                    |
| 2035   | 85   | TBD                                | TBD              |                                                                    |